# Nereis noctiluca
Nereis noctiluca är en ringmaskart som beskrevs av Carl von Linné 1761. Nereis noctiluca ingår i släktet Nereis och familjen Nereididae. Inga underarter finns listade i Catalogue of Life.